# Quartier Montjoyeux
Montjoyeux ou Montjoyeux-Grandmont est un quartier de la ville française de Tours. Il compte près de 3 700 habitants en 2020. Défini par l'Insee dans son partage de la commune de Tours en 22 IRIS, le quartier est situé dans la partie sud de la commune et en est d'ailleurs le plus méridional. Il est ainsi frontalier avec les autres quartiers tourangeaux des Fontaines au nord et de La Bergeonnerie à l'ouest, ainsi qu'avec les communes de Saint-Avertin à l'est, Chambray-lès-Tours au sud et Joué-lès-Tours à l'ouest.
Le quartier est surtout composé de trois parties distinctes. Au sud, on trouve d'un côté le parc de Grandmont qui comprend le campus universitaire du même nom avec les facultés scientifiques et un millier de logements étudiants. Au nord, un vaste complexe scolaire réunit deux lycées avec un collège et le secteur résidentiel à l'est comprend des pavillons individuels et un grand ensemble bâtis dans les années 1960. De par la forte présence de l'Université de Tours, c'est un des quartiers les plus jeunes de la ville alors que la plus grande résidence étudiante y est implantée. Son parc protégé est une réserve de biodiversité.

## Délimitation
Le quartier Montjoyeux-Grandmont est défini par l'Insee dans son partage de la commune de Tours en 22 îlots regroupés pour l'information statistique (IRIS). Il est ainsi limité par la route de Saint-Avertin au nord, l'autoroute A10 à l'est, la route départementale 943 au sud, et enfin les avenues de l'Alouette et de Bordeaux à l'ouest. Les quartiers limitrophes sont Les Fontaines au nord et La Bergeonnerie à l'ouest, avec les communes de Saint-Avertin à l'est, Chambray-lès-Tours au sud et Joué-lès-Tours à l'ouest.

## Histoire

### Origines

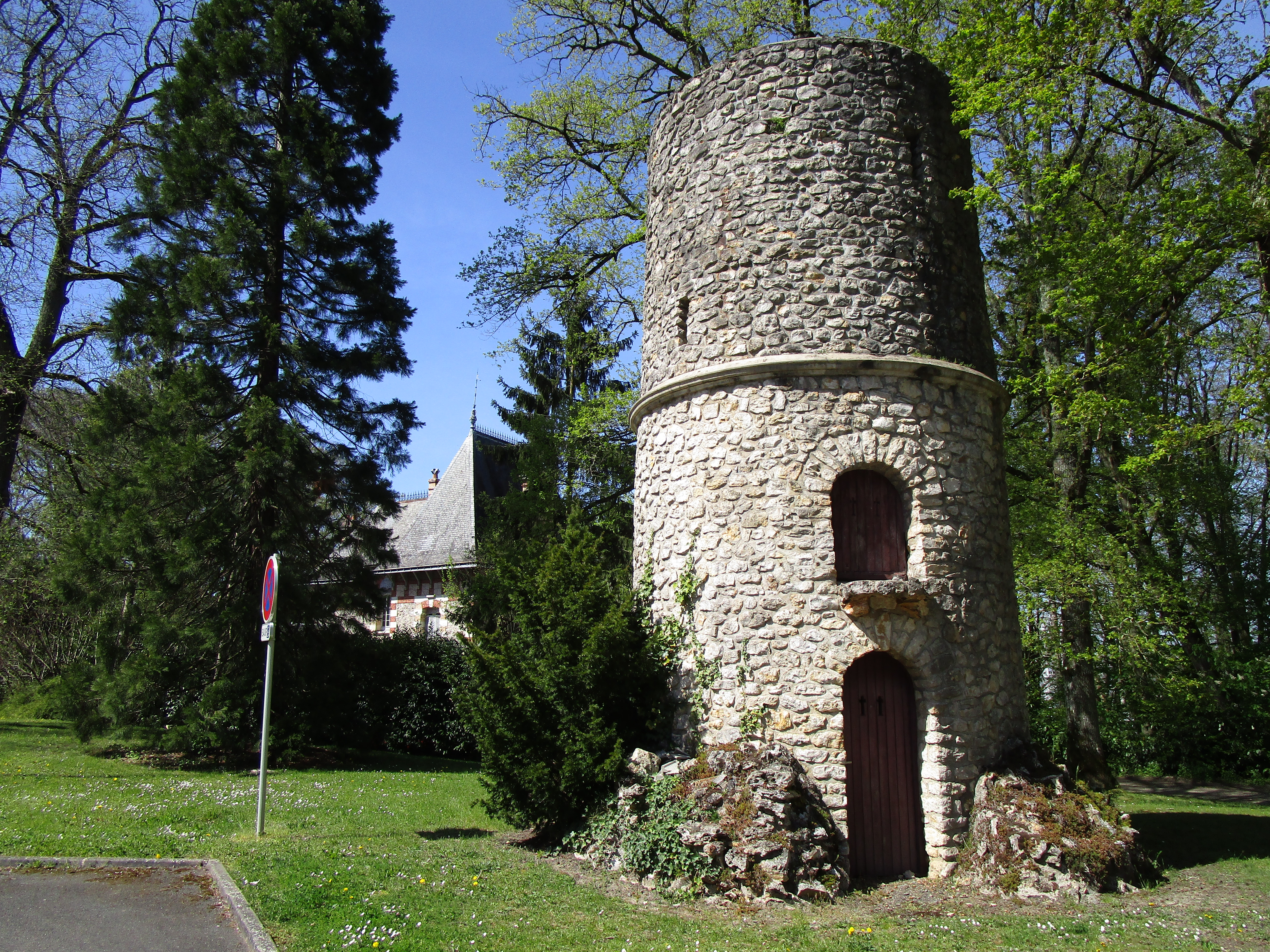
Ancienne tour proche du manoir de Montjoyeux.

L'actuel quartier Montjoyeux-Grandmont était autrefois une vaste forêt qui s'étendait des bords du Cher jusqu'à Montbazon. Une partie de celle-ci est cédée en 1176 par le roi Henri II à l'ordre de Grandmont, un ordre monastique originaire du Limousin qui s'implante dans la zone alors appelée « bois Rahier ». En 1385, le monastère devient même brièvement le siège de cet ordre dans le contexte de la guerre de Cent Ans. Après la fermeture de l'ordre prononcée au XVIIIe siècle, les Grandmontains quittent le bois.
À peine quelques années plus tard, aux alentours de 1787, l’archevêque de Tours François de Conzié reprend l'ancien prieuré de l'ordre de Grandmont, dont il avait par ailleurs été l'un des partisans de la dissolution. Il commence en 1788 la construction d'un château en lieu et place de l'ancien prieuré de Grandmont dans le but d'en faire sa résidence personnelle de campagne. Cependant, la Révolution française conduit à l'interruption des travaux puis au départ en exil de l'archevêque. Le château change alors plusieurs fois de propriétaires, dont l'avocat Adrien Lecointre qui réalise des travaux et met en évidence les vestiges de l'ancien monastère.
En 1921, le château est finalement acquis par la ville de Tours qui s'en sert notamment de garderie et jardin d'enfants. Il devient ainsi avec le parc forestier environnant un lieu de loisir et de promenade important pour les Tourangeaux qui empruntent l'ancien tramway pour le rejoindre. Le maire Camille Chautemps souhaite alors en faire un « bois de Boulogne » à la tourangelle et la fréquentation du lieu atteint jusqu'à 6 000 personnes par jour. Durant la Seconde Guerre mondiale, le site est occupé par l'armée allemande qui profite de la hauteur du lieu pour y installer un poste d'observations et sa défense anti-aérienne.

### Urbanisation

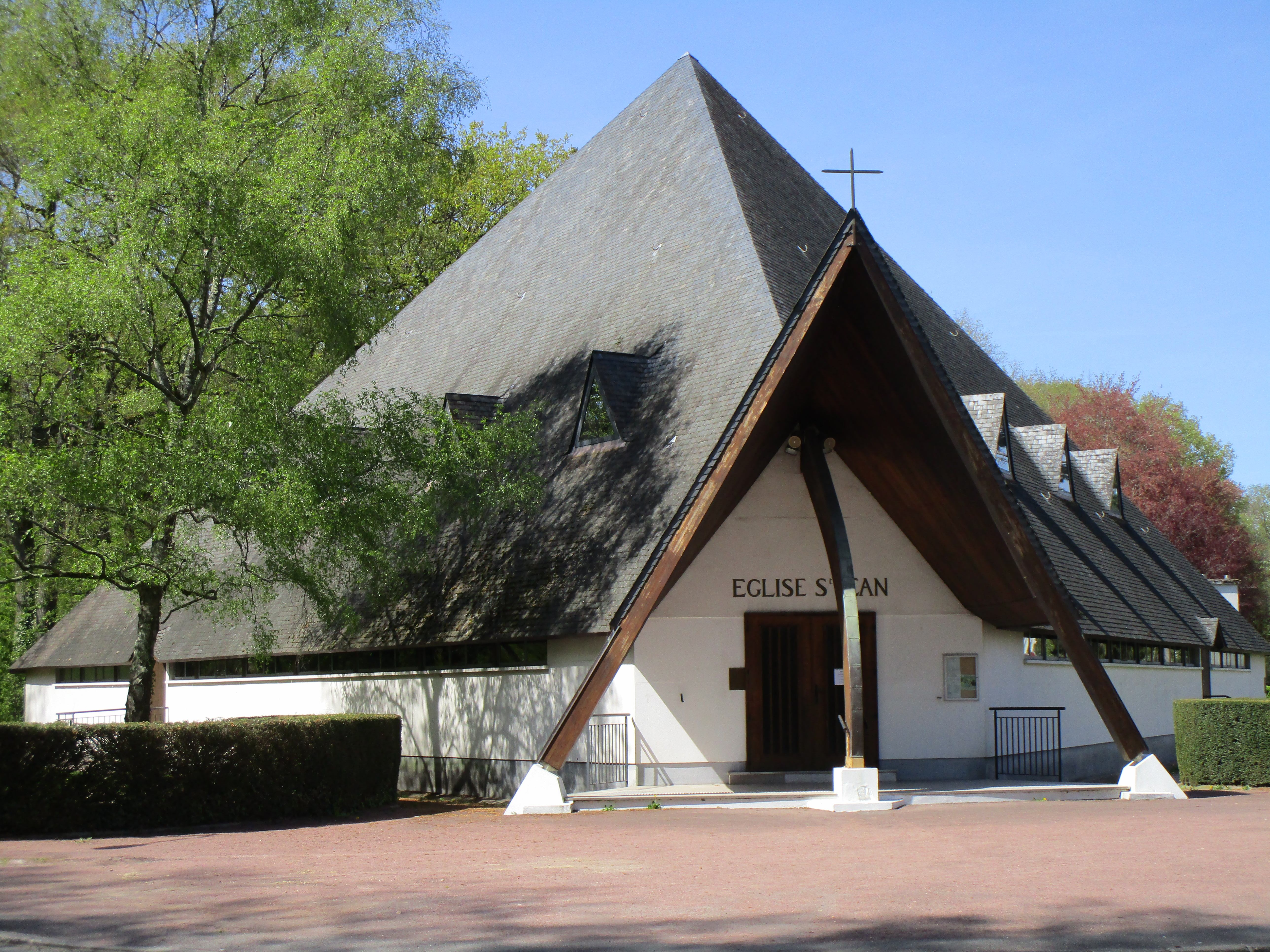
L'église Saint-Jean.

Après la Seconde Guerre mondiale, le château de Grandmont devient une auberge de jeunesse et divers autres projets sont envisagés pour le mettre en valeur. Cependant, la ville cède les lieux à l’État à la fin des années 1950 pour la construction du nouveau lycée de Grandmont afin de faire face à la croissance du nombre d'élèves durant les Trente Glorieuses. Les travaux sont entrepris en 1959 et le château démoli en 1961, l’État ne souhaitant pas prendre en charge ce vieux patrimoine,.
Au début des années 1960, la ville se tourne vers Montjoyeux pour son développement urbain, en attendant l'aménagement du Cher. Elle entreprend la construction du grand ensemble de Montjoyeux à l'est du lycée de Grandmont, avec un total de 520 logements collectifs construits entre 1963 et 1966 sur l'emplacement d'anciens petits terrains agricoles. Le projet immobilier comprend six tours et sept barres avec une architecture simple et de couleur blanche. Entre 1964 et 1969, une centaine de pavillons individuels s'installent ensuite plus au sud, à l'est de l'avenue Saint-Vincent-de-Paul, accompagnés de 200 autres logements collectifs. L'église Saint-Jean est érigée en 1965 entre ces deux secteurs, sur l'avenue Montjoyeux. C'est la première église bâtie dans la ville depuis la fin de la Seconde Guerre mondiale, sept ans avant Saint-Paul au Sanitas,.
C'est également dans les années 1960 puis 1990 que l'Université de Tours installe ses facultés scientifiques et services sportifs dans le nouveau campus de Grandmont, au cœur du bois situé dans le sud du quartier. La faculté de pharmacie quitte par exemple le campus de Tonnellé pour s'y installer. Près de 1 300 logements étudiants du Crous sont également construits jusqu'en 1971 au milieu des arbres, dont la plus grande résidence étudiante de la ville.

### Développements récents

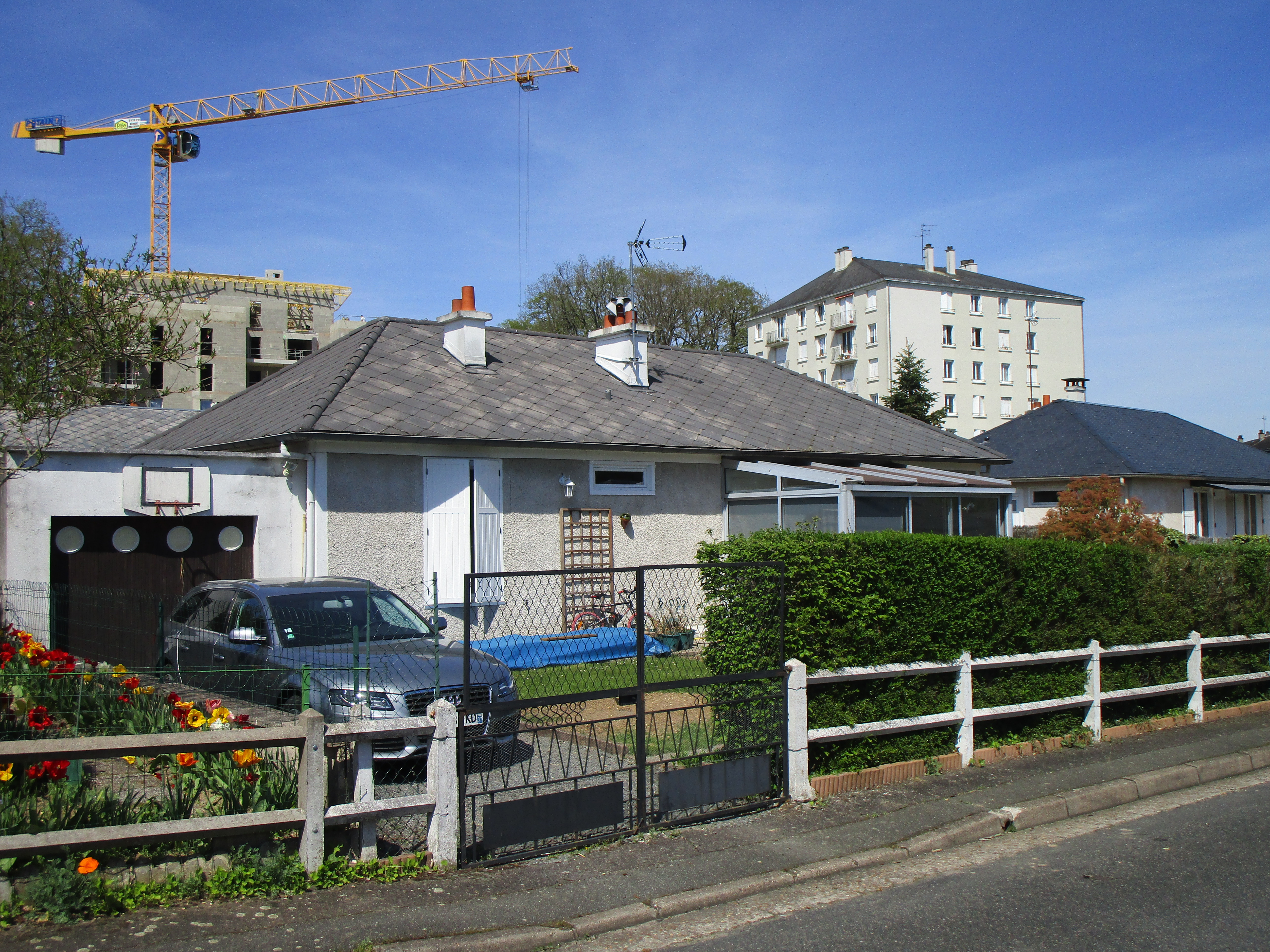
Pavillons individuels à l'est du campus et constructions de Goüin en arrière-plan.

L'urbanisation du quartier se poursuit quelque peu dans les décennies suivantes. En 1993, le bailleur social Maryse Bastié construit sur l'allée Bellevue un ensemble de 36 pavillons individuels avec de grands logements. Ces logements commencent toutefois à être privatisés en 2019.
Au milieu des années 1990, le maire Jean Royer puis son successeur Jean Germain envisagent de poursuivre le développement du quartier. Le premier demande même le retrait de la protection dont bénéficie le parc et le second envisage le passage futur du tramway en son cœur. Ces projets sont abandonnés faute de déclassement des zones protégées et sous la pression d'un collectif citoyens.
Installée depuis 1980 sur un site de deux hectares dans le cœur du quartier, avenue Goüin, l'entreprise Orange abandonne en 2016 ses 8 400 m2 de bureaux pour installer ses 350 salariés aux Deux-Lions. Les bâtiments sont démolis dans la foulée et le secteur cédé à un promoteur immobilier qui entame en 2017 la construction de la première d'un ensemble de trois résidences pour un total de 300 logements.

## Parc de Grandmont

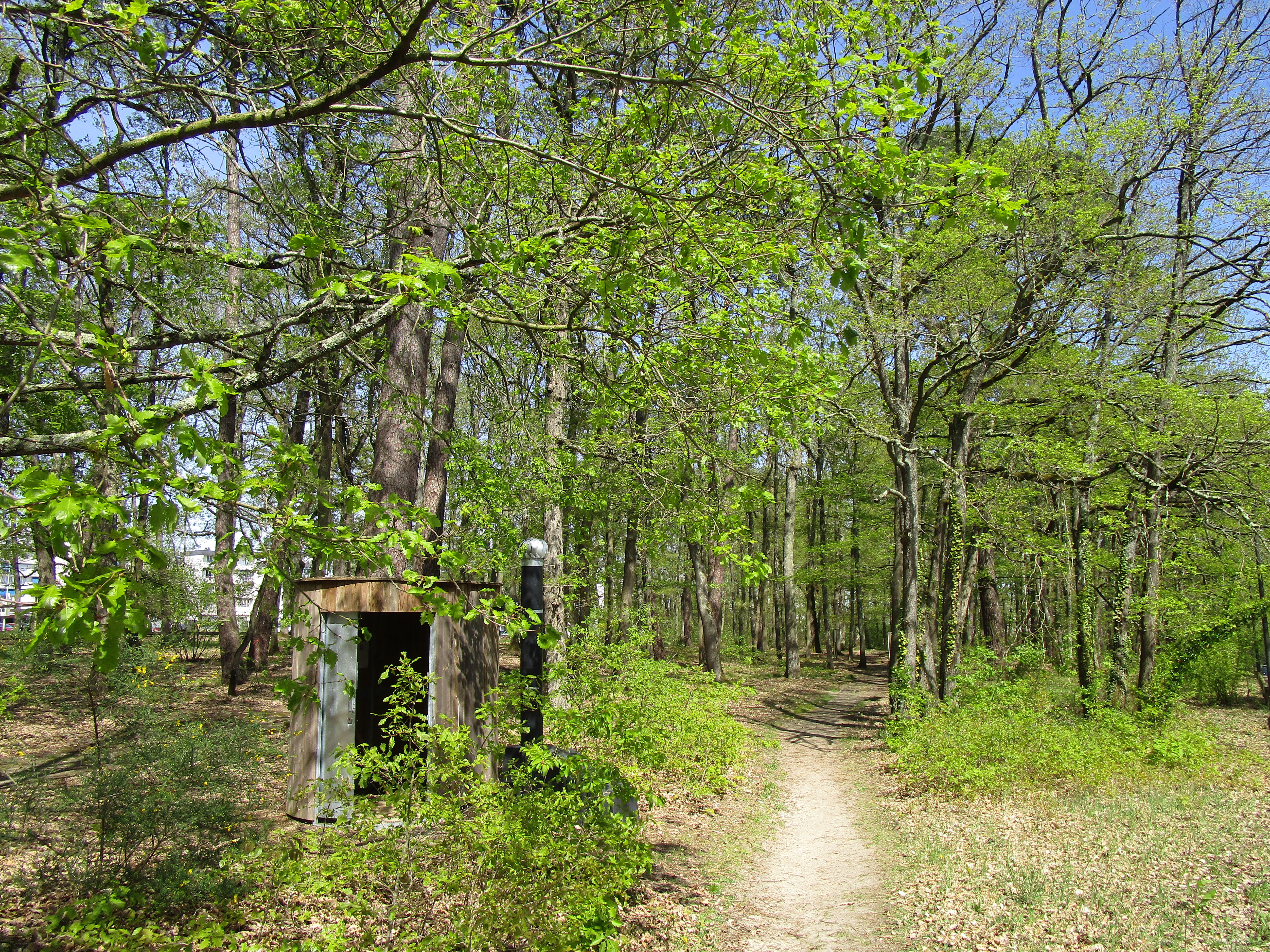
Le parc de Grandmont au début du printemps.

L'actuel parc de Grandmont est issu d'une ancienne vaste zone forestière appelée « bois Rahier » et qui couvrait autrefois une centaine d'hectares au sein de la ville de Tours. Aujourd'hui, la taille du parc est réduite à environ une trentaine d'hectares. Deux zones sont parfois distinguées entre le cœur du parc de Grandmont au sud et ses 20 hectares, et le bois ou coteau de Montjoyeux au nord avec 10 hectares.
Le lieu compte une importante diversité avec six formations arbustives et 470 espèces animales, dont 50 sont protégées. On trouve parmi les oiseaux la mésange nonnette, le pouillot siffleur et la fauvette grisette. On y trouve aussi des lapins et écureuils, alors que les grands mammifères (renards, sangliers ou cervidés) ont disparu du parc  depuis la fin XIXe siècle, sauf cas exceptionnels. De nombreuses espèces d'amphibiens et de reptiles ont également disparu. Il subsiste aujourd'hui surtout des salamandres tachetées et tritons palmés, eux-mêmes en danger d'extinction. Quelques mesures ont été prises pour préserver cette biodiversité, comme la réduction des chemins secondaires.
La biodiversité du parc s'est en effet nettement réduite sous l'impact de la réduction de la zone forestière, qui commence au XVIIe siècle pour l'exploitation du bois et la création de zones agricoles. En 1728, la superficie forestière chute à 18 hectares avant une politique de reboisement qui font revenir cette zone à 34 hectares en 1791 et 45 en 1840. Mais c'est surtout au cours du XXe siècle que la perte de biodiversité s’accélère. Sa transformation en parc public fortement fréquenté en 1920 conduit à de nombreux dégâts sur l'espace naturel, accentué par l'implantation du stade de Grandmont en 1921 puis surtout à partir des années 1960 sous l'effet du développement urbain, des entreprises et de l'université, en plus des axes de circulation qui traversent le parc et l'autoroute à l'est.

## Conditions de vie

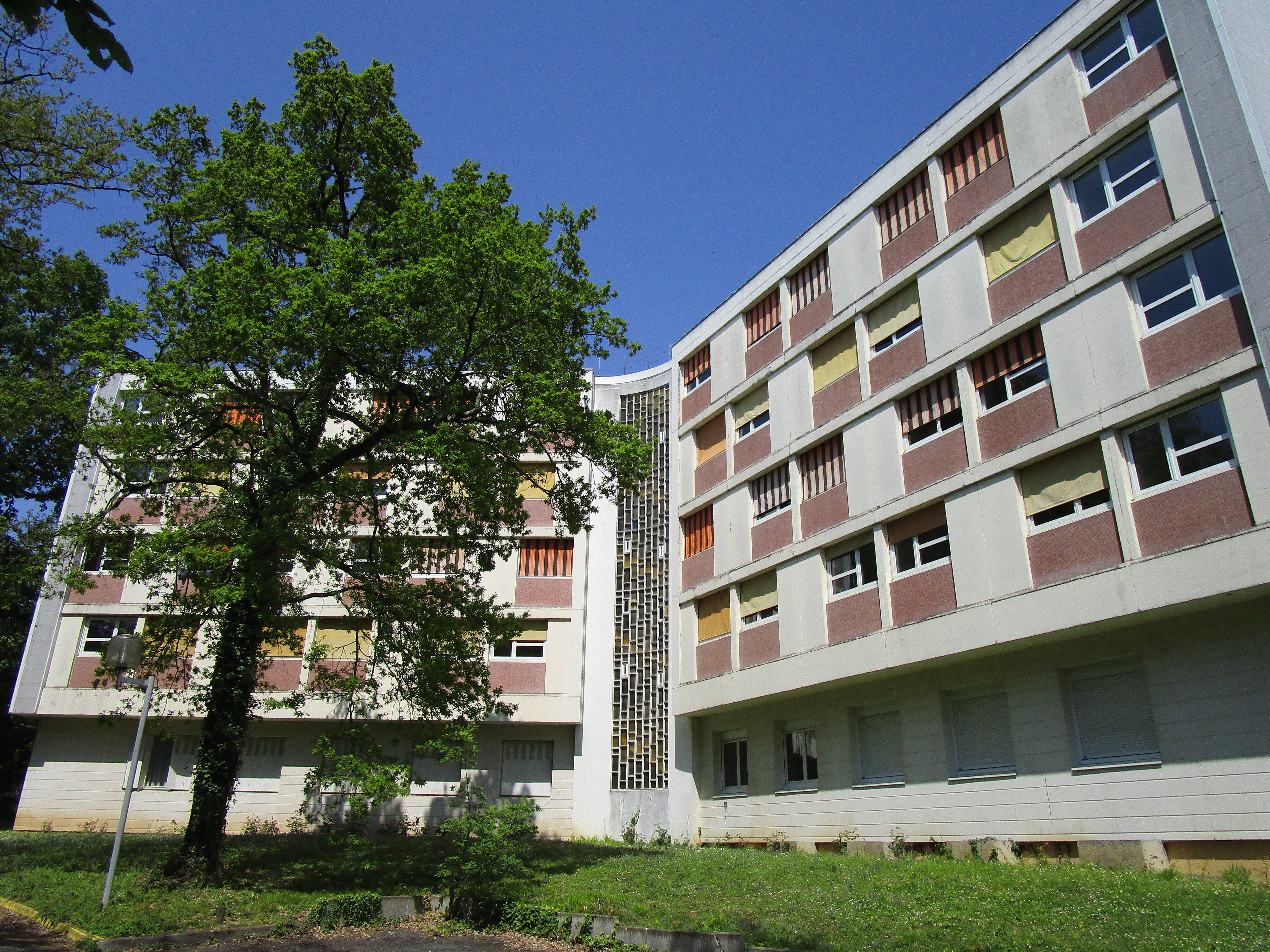
Bâtiment de la résidence étudiante de Grandmont.

Le quartier Montjoyeux-Grandmont est un quartier relativement mixte, surtout composé de classes moyennes et d'étudiants. Les revenus moyens des habitants sont intermédiaires : 22 500 euros par an et par ménage en moyenne, soit environ 1 875 euros par mois et par ménage en 2009. Ce dernier contient en moyenne 2,0 personne. Le taux de chômage est un peu inférieur à la moyenne communale, à 11,7 % contre 14,3 % en 2012 selon Pole emploi.
Près de 58 % des salariés du quartier sont des employés et ouvriers et 16 % des habitants sont retraités. Environ un tiers des habitants sont propriétaires de leur logement et 12 % sont locataires d'un habitat social, contre 33 et 27 % pour l'ensemble de la commune en 2012. Seuls 10 % des logements sont des maisons, le reste étant des appartements et chambres étudiantes. Ainsi, quelque 44 % des logements ne comptent qu'une seule pièce et 49 % des habitants sont situés dans la tranche d'âge des 18 à 24 ans, illustrant le grand nombre d’étudiants présents dans le quartier grâce aux résidences du Crous,.

## Économie et commerces

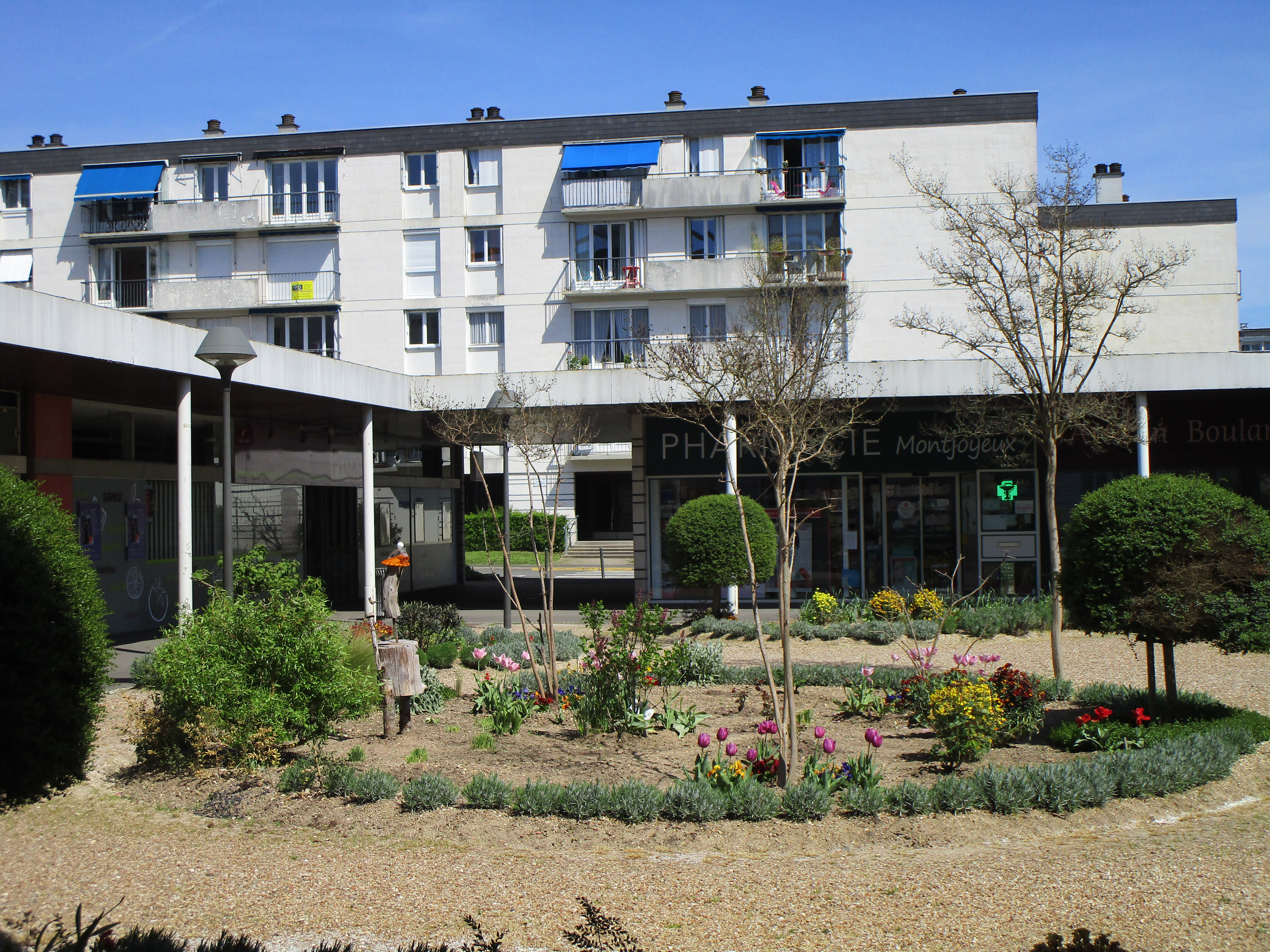
Centre commercial de Montjoyeux.

Le quartier compte un centre commercial de taille modeste, situé au niveau du grand ensemble Montjoyeux sur l'allée Jacques Duthoo. En 2011, il compte une supérette, une boucherie, une boulangerie, une brasserie, un salon de coiffure, un bureau de La Poste, une pharmacie et un tabac-presse. La même année, il a été touché par un incendie qui handicape en partie son fonctionnement pendant plusieurs mois. Alors que le bureau de poste est menacé de fermeture, la ville accepte en 2017 de le reprendre sous la forme d'une agence postale communale après la pression exercée par les habitants en ce sens. On y trouvait en effet le seul distributeur à billets du quartier, qui ne compte par ailleurs pas d'autre centre commercial.
Depuis 2014, le quartier compte un petit marché hebdomadaire dans lequel des paysans vendent leur production. Il se tient dans le centre commercial de Montjoyeux et est géré par une association.
L'un des principaux employeurs du quartier est Électricité de France (EDF) qui détient un complexe de bureaux en bordure de l'autoroute A10 ainsi que sur l'avenue Goüin. Plus de 600 salariés travaillent sur ce site qui a été largement rénové et agrandi en 2015. Alors que la direction commerciale régionale a quitté le quartier cette année pour rejoindre les Deux-Lions, l'entreprise publique a renforcé ses équipes techniques sur le site de Montjoyeux, notamment des ingénieurs du CNEPE, chargés de la maintenance des centrales nucléaires.

## Infrastructures et services publics

### Complexe scolaire

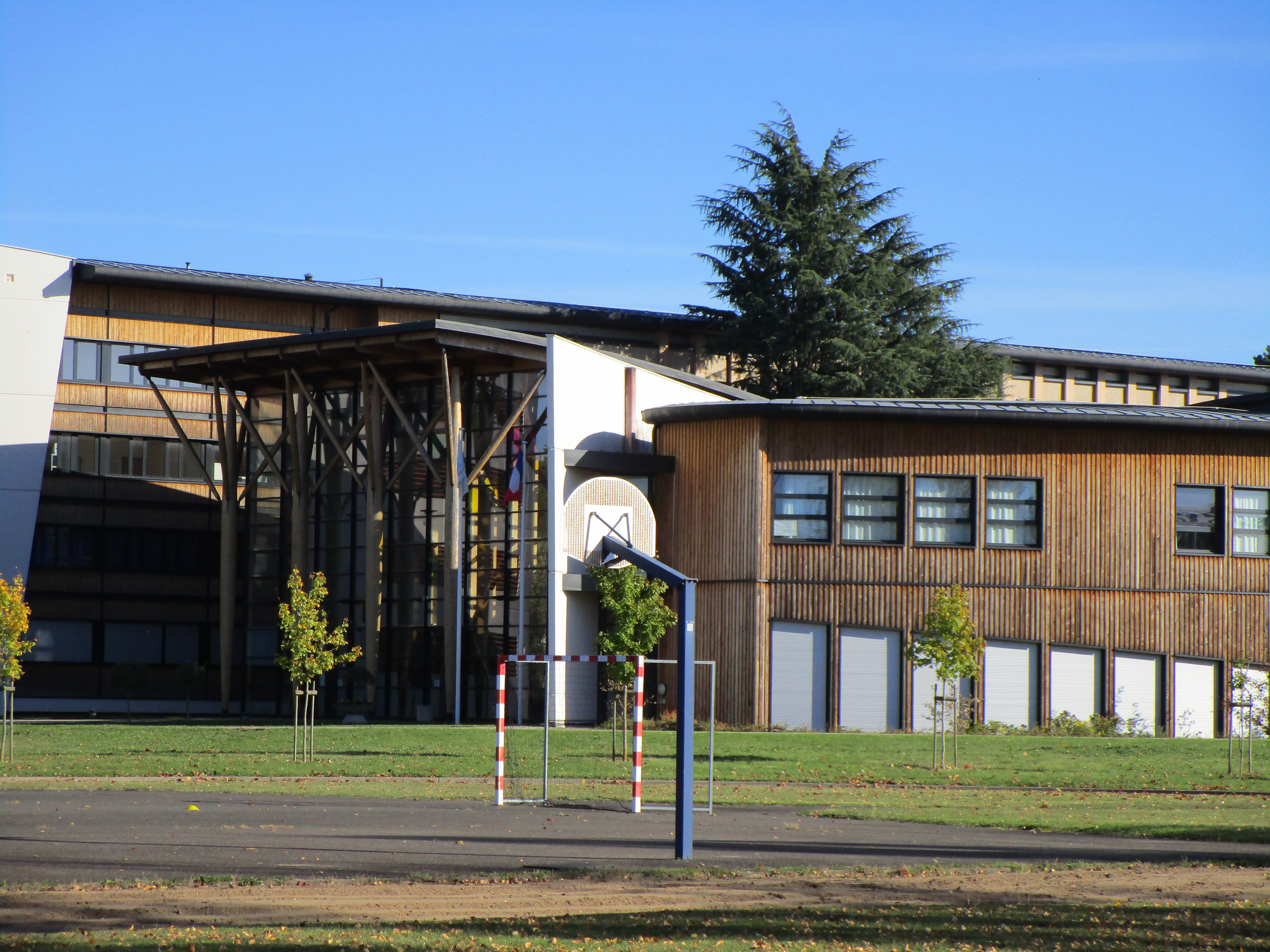
Le lycée professionnel Victor Laloux.

Le quartier est notamment connu pour ses institutions scolaires du second degré, qui figurent parmi les plus importantes du département. Le lycée général et technologique Grandmont est le plus important, avec près 2 000 élèves en 2017,. Il a été mis en service en 1959 avec 600 élèves, puis 950 l'année suivante, alors que les travaux d'extension se poursuivent encore quelques années. En 1977, l'ensemble scolaire est divisé en trois institutions avec la création du collège Jean-Philippe Rameau et du lycée professionnel Victor Laloux, qui reprennent une partie des bâtiments de Grandmont. Ce n'est toutefois qu'en 1998 que les trois écoles deviennent indépendantes.
Le lycée professionnel Victor Laloux est entièrement rénové et agrandi en 2012, avec une structure en béton et en bois. Les travaux ambitieux ont démarré en 2008 avec 4 000 m2 rénovés et surtout 8 400 m2 ajoutés pour un coût de 20 millions d'euros environ. La barre de 140 mètres de long issue du lycée Grandmont est notamment démolie sur sa moitié, et en partie recouverte d'une nouvelle façade en bois. Un gymnase et un internat sont également installés. Le lycée accueille désormais environ 500 élèves spécialisés dans la distribution, le commerce, la vente, la photographie et les prothèses dentaires,.
Le lycée Grandmont accueille de plus neuf brevets de technicien supérieur (BTS) spécialisés dans le commerce, l'ingénierie et l'industrie pour près de 500 étudiants. Si on ajoute les 500 élèves du collège Jean-Philippe Rameau, l'ensemble compte donc au total près de 3 500 étudiants, ce qui en fait le complexe éducatif le plus important de l'agglomération tourangelle.

### Campus universitaire de Grandmont
L'Université de Tours investit le sud du quartier dès le milieu des années 1960 et se développe encore au cours des années 1990 afin d'y installer un nouveau campus au milieu du parc de Grandmont. Les deux facultés scientifiques y sont installées, avec les disciplines informatiques, mathématiques, physique, chimie, biologie et géologie. La faculté de pharmacie intègre le campus en 1993 alors qu'elle était auparavant liée à la faculté de médecine dans le campus de Tonnellé. On y trouve également le département « génie électrique et informatique industrielle » de l'IUT de Tours. Les services sportifs du SUAPS rejoignent aussi le campus dans les années 1990 avec la construction d'une halle des sports. L'ensemble compte 4 500 étudiants en 2017, soit le quatrième plus gros campus de la ville mais surtout celui avec la plus forte croissance.
Le campus de Grandmont comprend aussi deux résidences étudiantes du Crous. La résidence de Grandmont est la plus grande de la ville, avec 1 074 chambres de neuf mètres carrés réparties dans huit bâtiments qui prennent la forme d'une étoile à trois branches. La seconde est baptisée « Les Garennes » et contient 236 studios de plus grande taille, surtout des 18 mètres carrés.

### Autres équipements

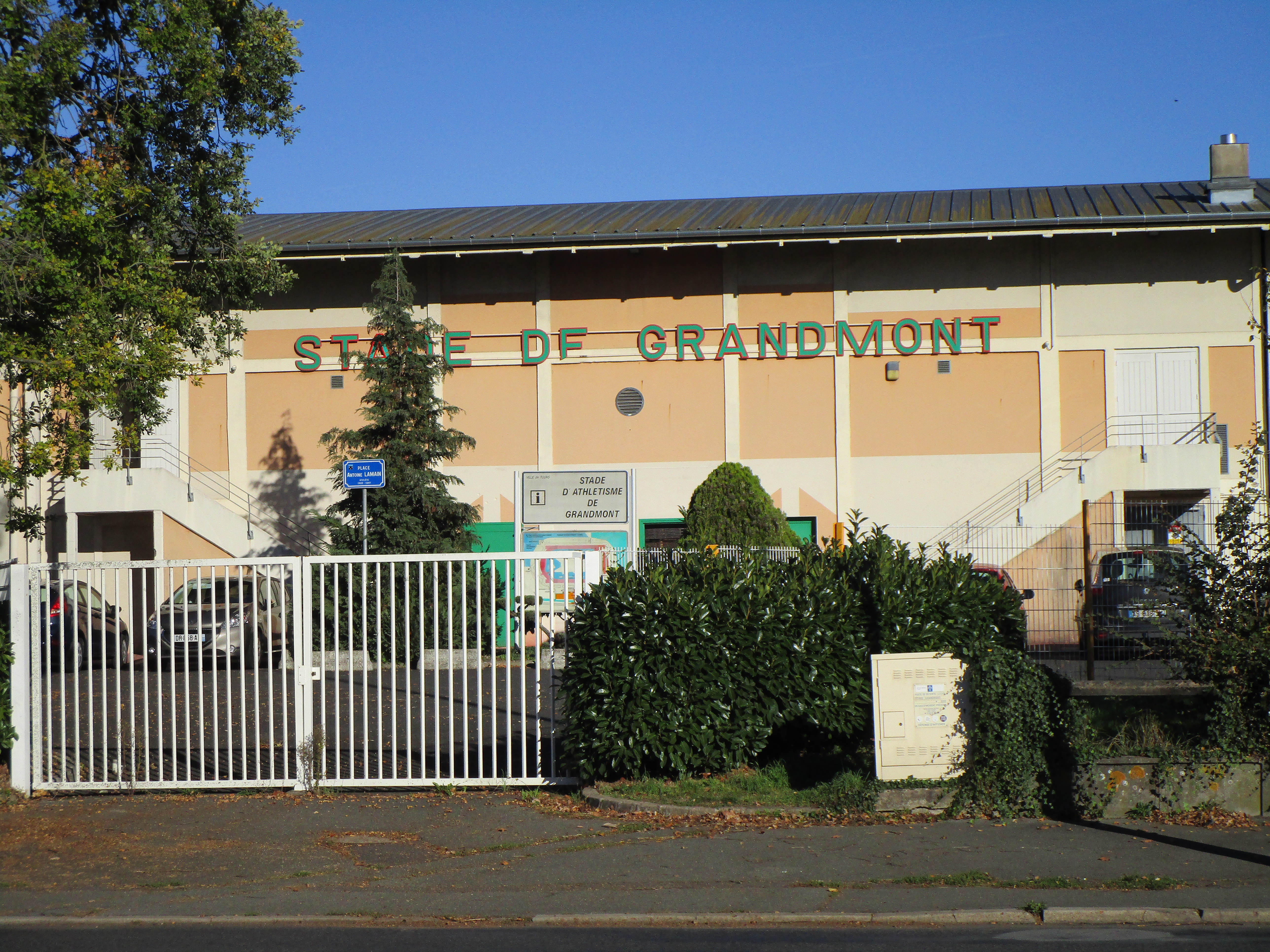
Le stade de Grandmont.

Une des plus grandes infrastructures du quartier est le stade de Grandmont, situé à proximité du complexe scolaire, et surtout destiné à l'athlétisme. Sa tribune compte près de 3 000 places. Avant la construction du stade de la Vallée du Cher en 1978, le stade de Grandmont était aussi utilisé pour le football et accueillait donc le FC Tours. En 2011, ses éclairages, sa piste et ses pelouses synthétiques ont été rénovés pour près d'un million d'euros.

### Transports
Le quartier Montjoyeux-Grandmont est desservi par les autobus du réseau de l'agglomération Fil bleu. Il est surtout traversé par la ligne « tempo 2 », la plus importante après celle du tramway, qui dessert surtout le campus de Grandmont. Cinq autres lignes de bus traversent le quartier, en faisant l'un des mieux dotés en transports publics.
Le quartier devrait également être desservi par la deuxième ligne du tramway à l'horizon 2025, les tracés prévus empruntant l'avenue de l'Alouette à la frontière ouest du quartier.

## Galerie photos

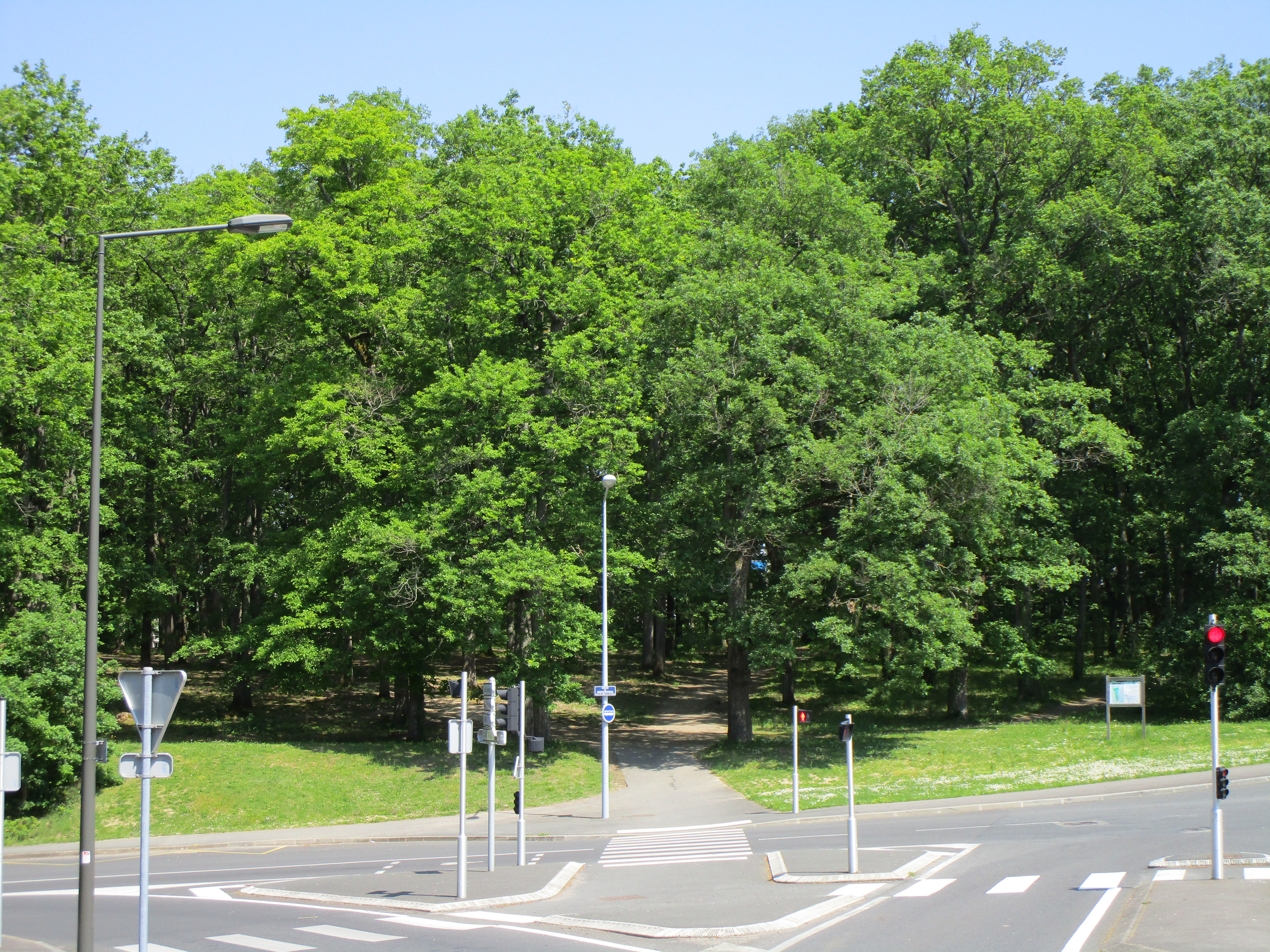
Le parc de Grandmont.
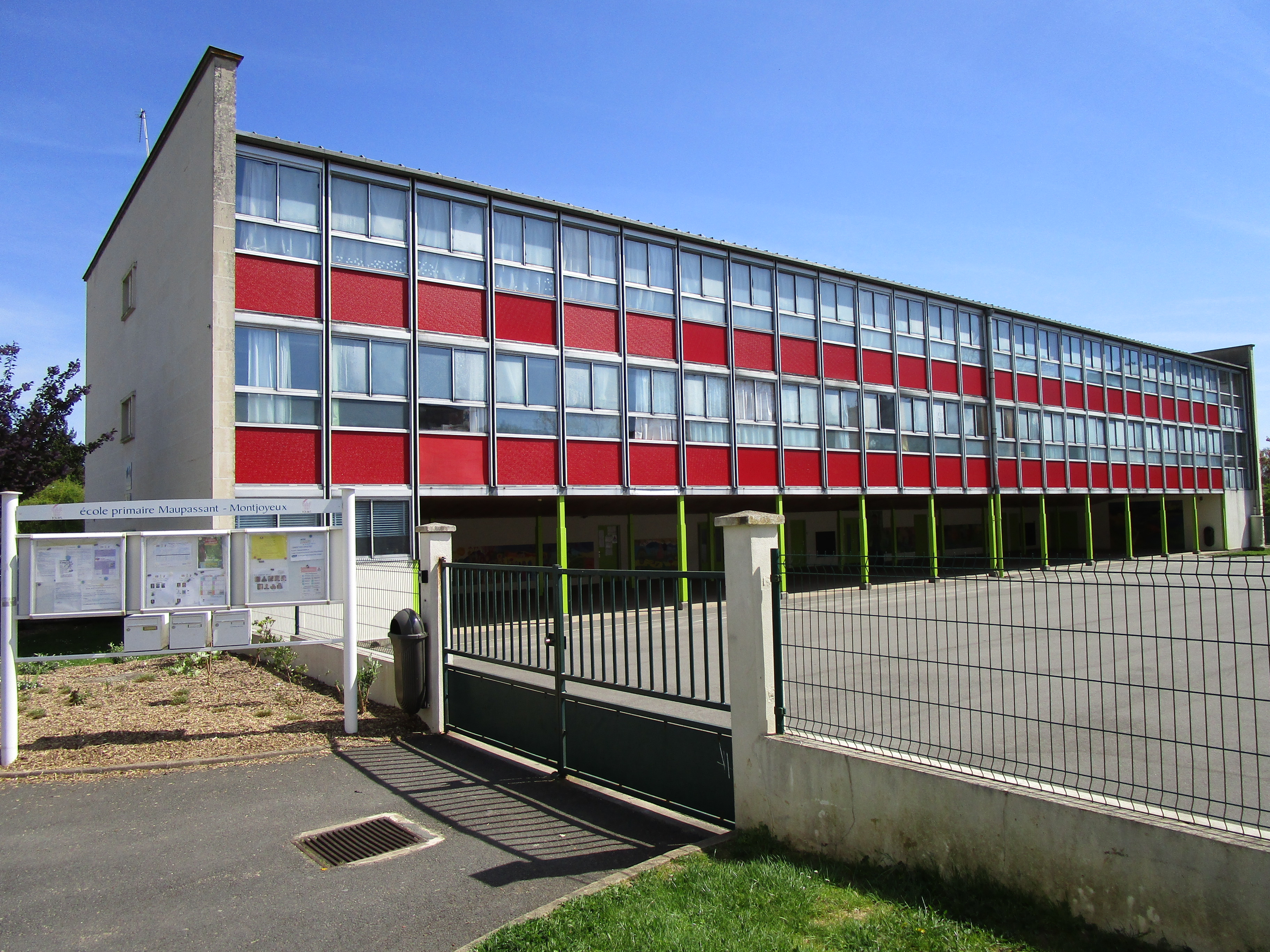
L'école Maupassant du secteur Montjoyeux.
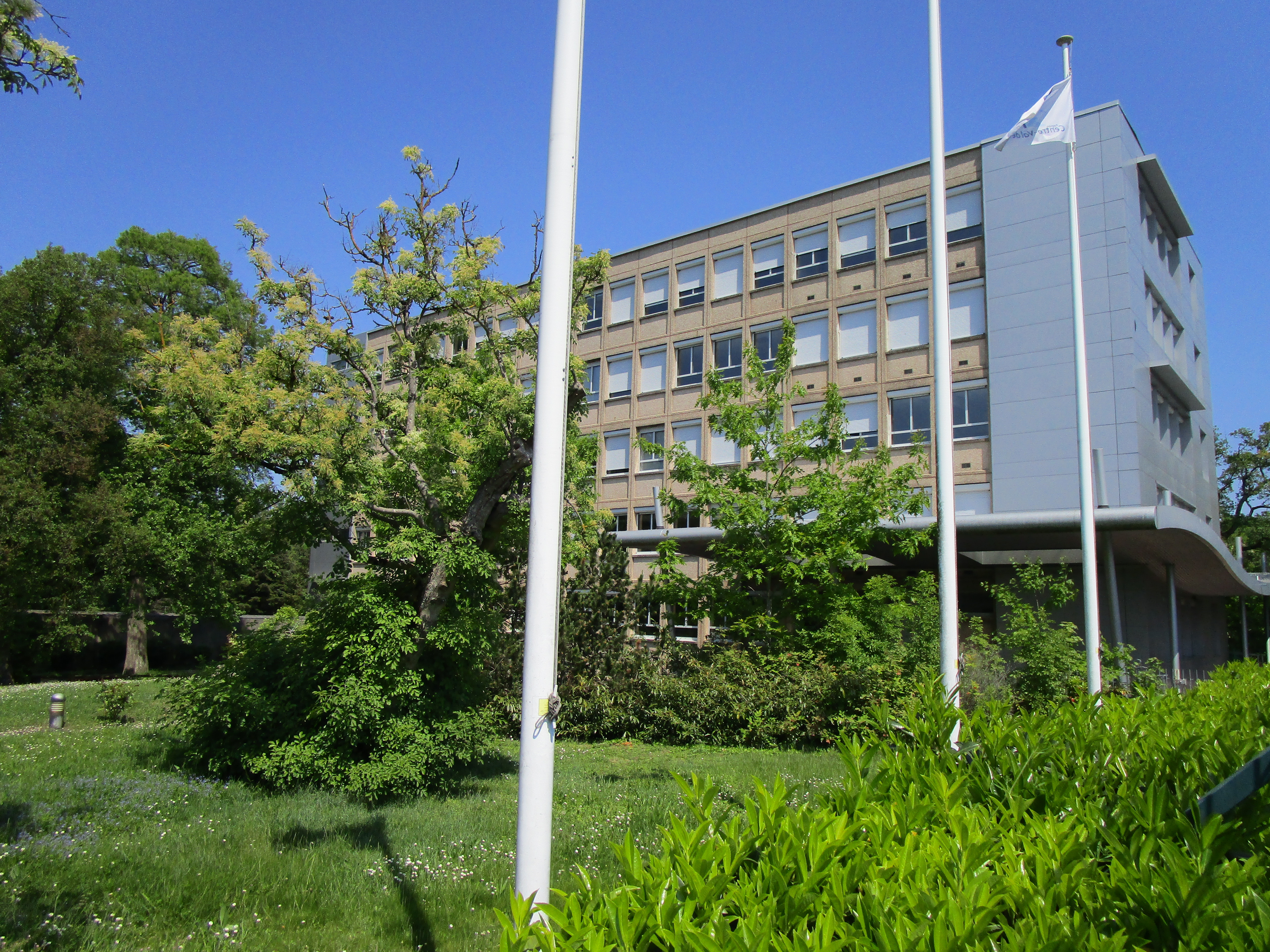
Un des bâtiments du lycée Grandmont de Tours.
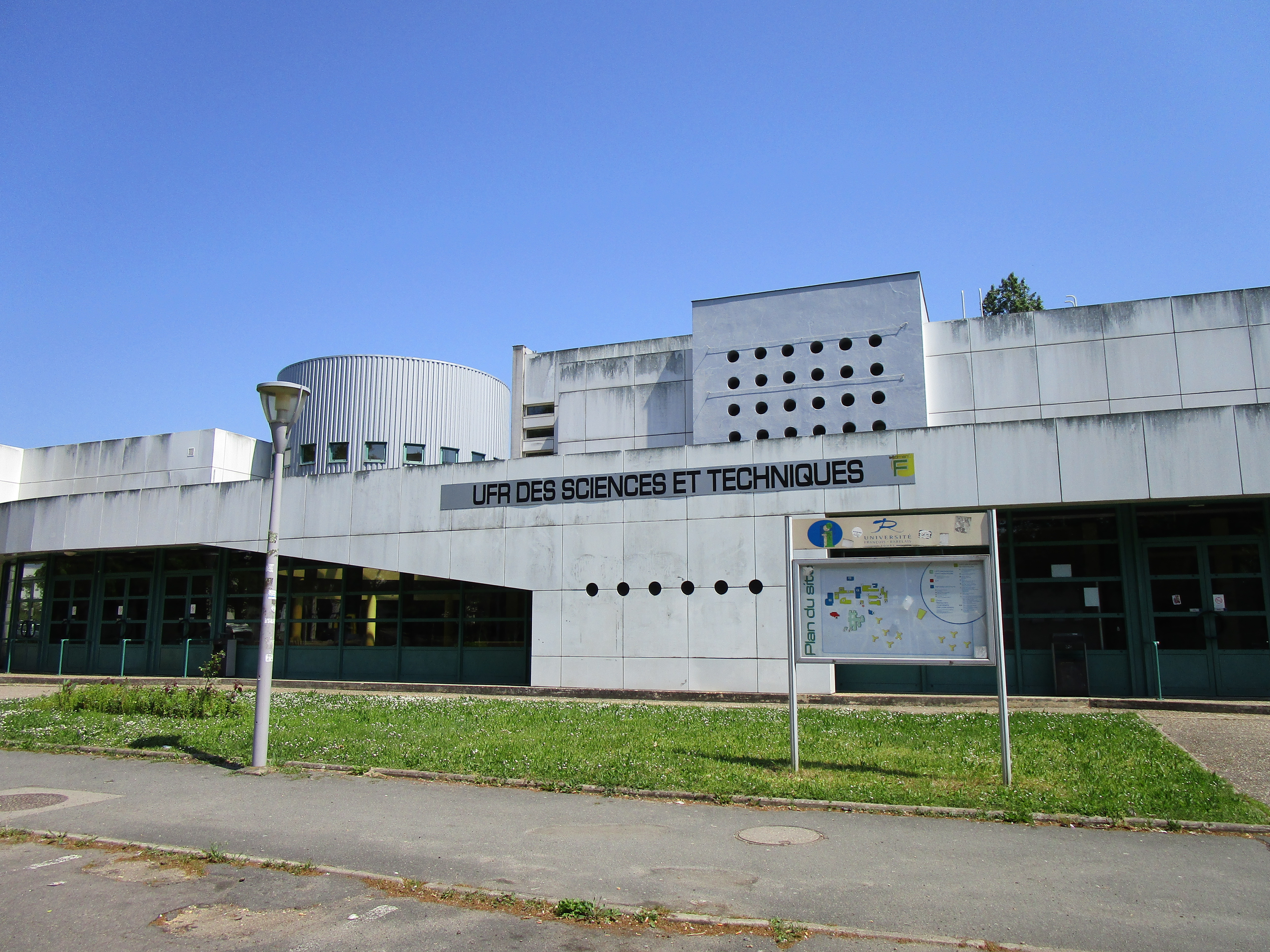
L'UFR sciences et techniques
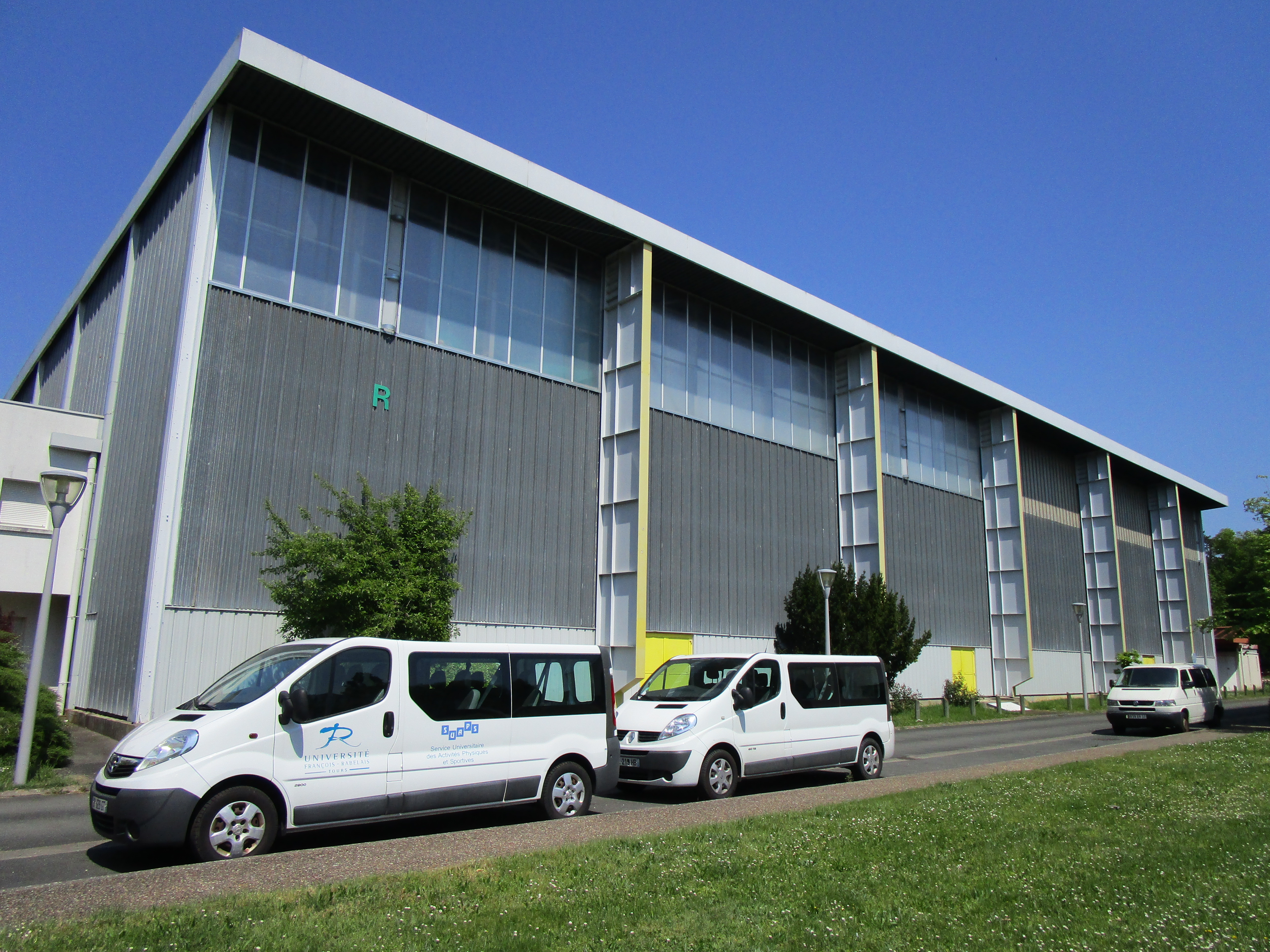
Batiment du SUAPS sur le campus de Grandmont.
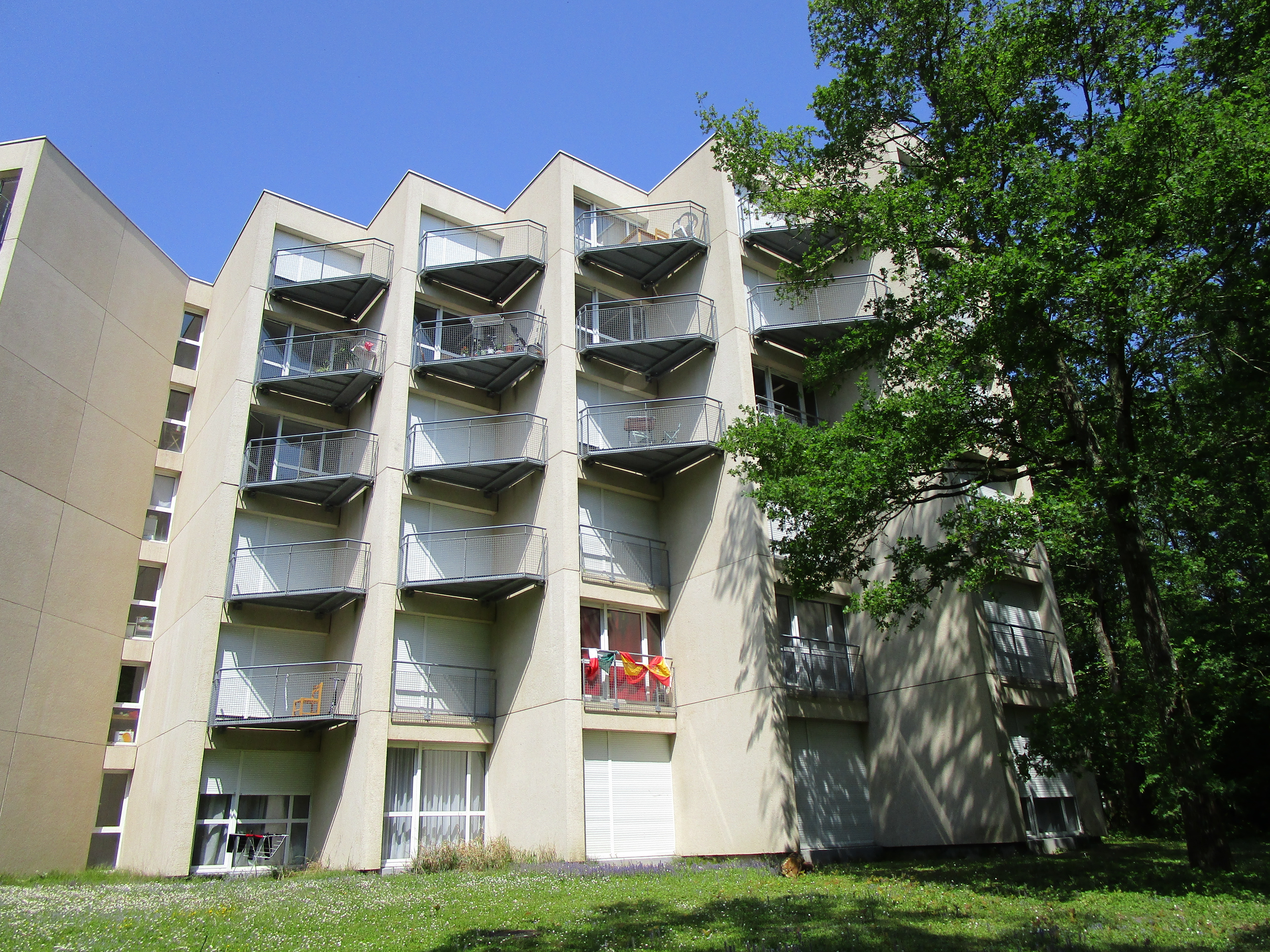
Résidence étudiante « Les Garennes ».
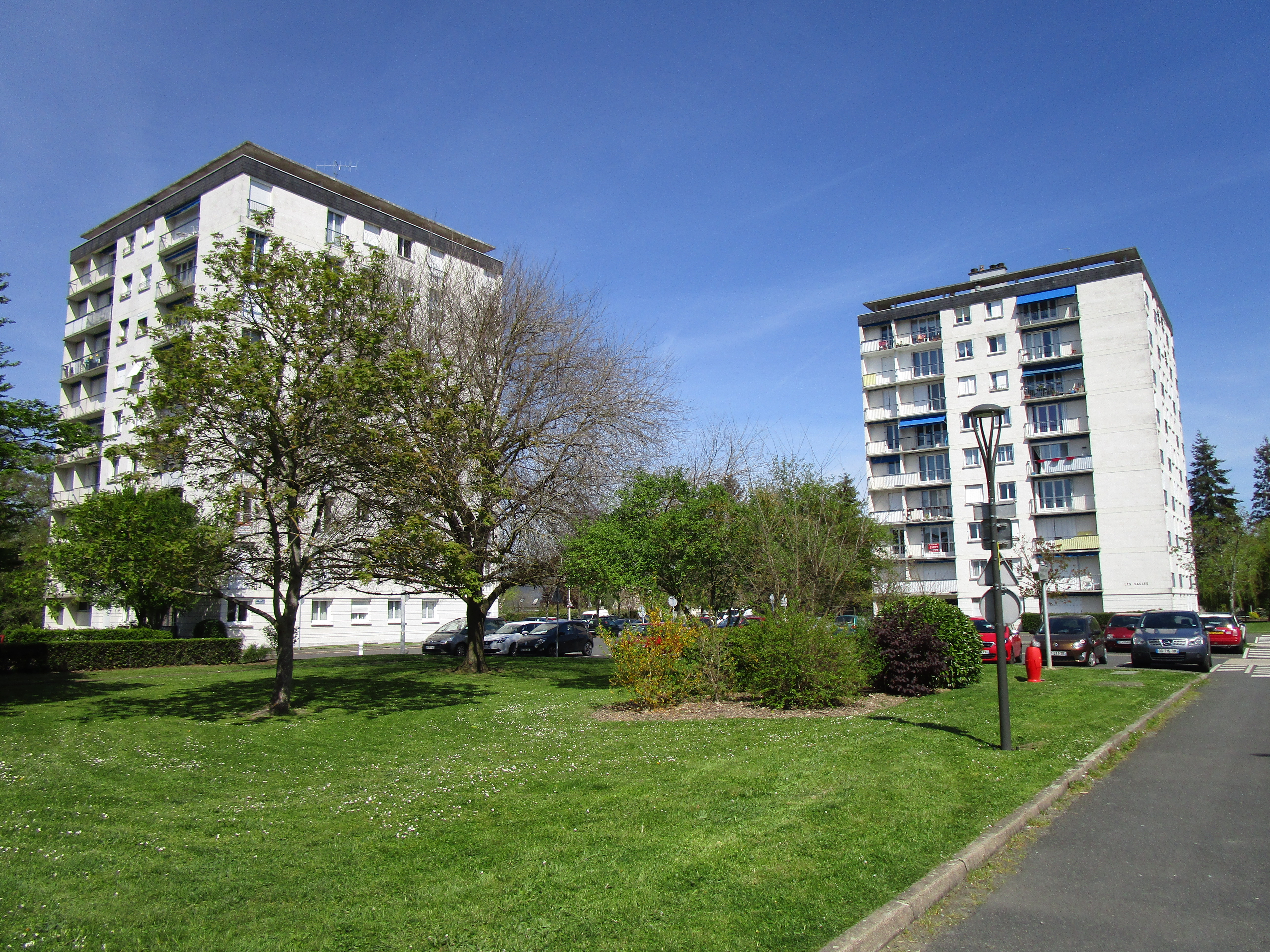
Tours du grand ensemble de Montjoyeux.
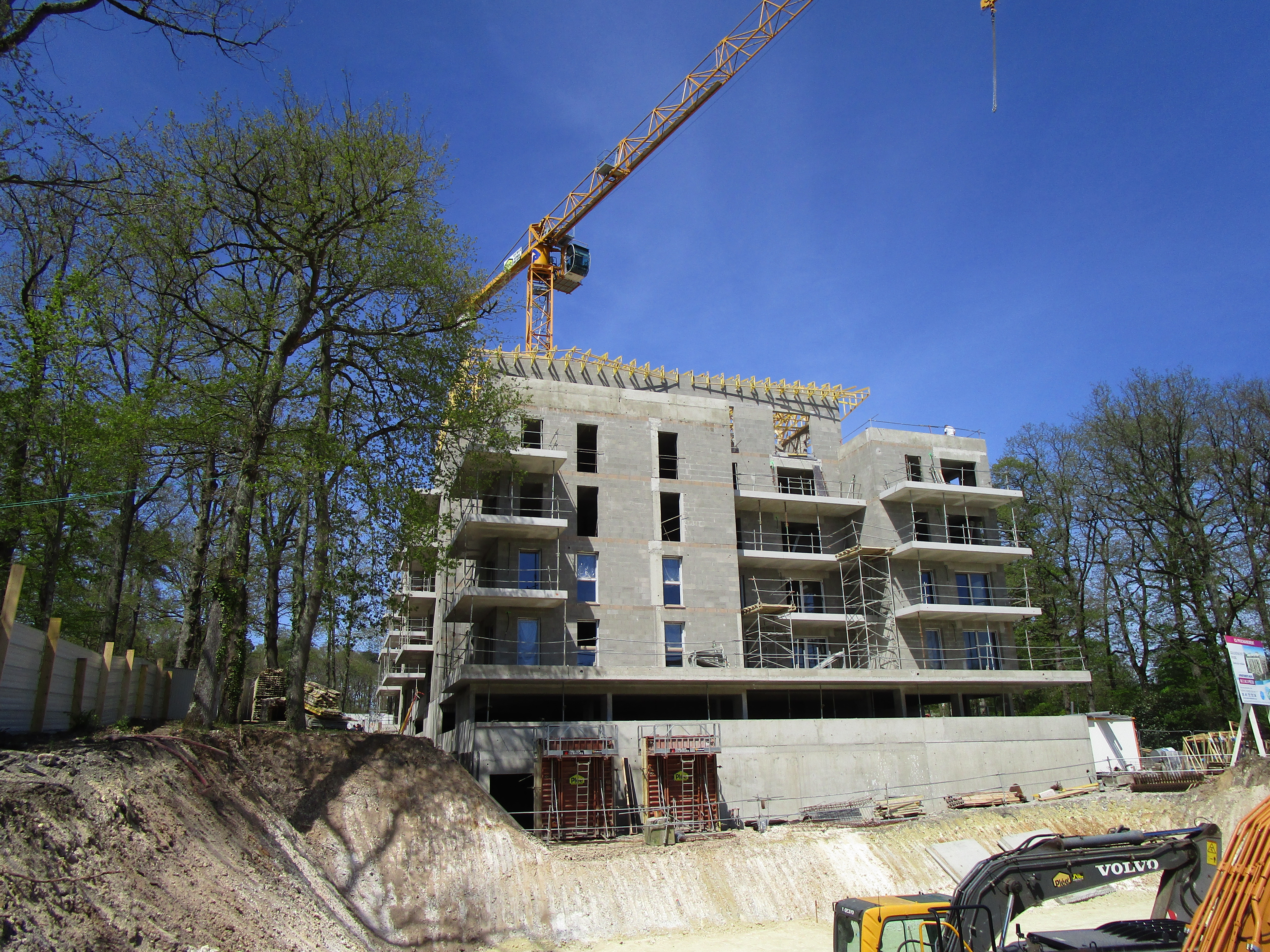
Construction sur l'avenue Goüin, en avril 2018.